# Cepheus cepheiformis
Cepheus cepheiformis är en kvalsterart som först beskrevs av Hercule Nicolet 1855.  Cepheus cepheiformis ingår i släktet Cepheus och familjen Cepheidae. Inga underarter finns listade i Catalogue of Life.